# El Pasig
El Pasig – filipiński dwutygodnik, wydawany w Manili od lipca 1862, zamknięty po kilku miesiącach działalności w styczniu 1863. Publikował treści o charakterze edukacyjnym. Zapisał się w filipińskiej historii jako pierwsze pismo, w którym pojawiły się teksty w językach rodzimych dla Filipin. Jego upadek wpłynął na politykę władz kolonialnych wobec prasy w językach filipińskich.

## Historia
„El Pasig” wydawano w Manili, a kierowany był przez Acisclo Sierrę. Jego pierwszy numer ukazał się 13 lipca 1862, choć z rzadka pojawia się w źródłach informacja o roku 1864 jako tym, w którym dwutygodnik ten zaczął się ukazywać, która jest jednak błędna. Ostatni, dwunasty numer, ukazał się zaledwie kilka miesięcy po pojawieniu się pisma, w styczniu 1863. Subskrypcja kosztowała czytelnika półtora reala w Manili oraz dwa reale poza miastem stołecznym.
Badacze wskazują, że dokładne poznanie historii tego pisma jest utrudnione ze względu na niewielką liczbę dostępnych źródeł. Wśród możliwych przyczyn jego upadku wskazywano choćby zbyt wysoką cenę subskrypcji, zbyt małą grupę potencjalnych odbiorców czy wreszcie treść, która nie wzbudziła wystarczającego zainteresowania czytelników.

## Treść
W założeniu miał być pismem edukacyjnym i popularyzującym naukę. Poświęcał sporo miejsca zagadnieniom związanym z rolnictwem. Publikowano na jego łamach również poezję czy doniesienia o wydarzeniach lokalnych. Starano się jednocześnie informować czytelnika o tym co dzieje się w metropolii oraz w innych krajach.

## Znaczenie
Mimo swej efemeryczności zapisał się w historii Filipin. Był czasopismem w większości hiszpańskojęzycznym. Po raz pierwszy natomiast w dziejach prasy wydawanej na archipelagu pojawiły się na jego łamach treści w językach innych niż kastylijski. Były to przede wszystkim artykuły napisane po tagalsku. Sporadycznie pojawiały się też w nim teksty w innych językach filipińskich, takich jak ilokański, bikolski czy pangasinan. W źródłach wspomina się w tym kontekście także o cebuańskim. Teksty te były często dziełem samych czytelników, którzy nadsyłali do redakcji własne tłumaczenia artykułów wcześniej opublikowanych w „El Pasig” po hiszpańsku.
Jego znaczenie nie ogranicza się niemniej wyłącznie do kwestii językowych. Paradoksalnie, to właśnie upadek tego dwutygodnika, a także fakt, że nie wzbudził on szczególnego zainteresowania uśpił czujność władz kolonialnych oraz hiszpańskiej cenzury. Zaczęły one spoglądać przychylnie na próby stworzenia rodzimej filipińskiej prasy. Wychodziły przy tym z założenia, że nie stanowi ona zagrożenia dla hiszpańskiego panowania. Blisko dwadzieścia lat po zamknięciu „El Pasig” pojawił się dwujęzyczny „Diariong Tagalog”, uznawany za pierwszy tagalski dziennik. Pozwolenie na jego publikację wydano po dyskusjach, w których przywołano właśnie krótkotrwałą działalność „El Pasig”. W 1889 natomiast pojawił się pierwszy numer dwujęzycznego „El Ilocano”. Ten dwutygodnik, wydawany był poza hiszpańskim również po ilokańsku. Był również pierwszą gazetą finansowaną, redagowaną i wydawaną przez Filipińczyka, bez udziału osób przybyłych z metropolii.